# Sylvan Goldman
Sylvan Nathan Goldman (ur. 15 listopada 1898, zm. 26 listopada 1984) – amerykański biznesmen i twórca wózka sklepowego, który został wprowadzony 4 czerwca 1937 roku w jego supermarkecie Humpty Dumpty w Oklahoma City. Koszyk został zaprojektowany wspólnie z mechanikiem Fredem Youngiem.